# كليفورد دوبوز
كليفورد دوبوز (بالإنجليزية: Clifford DuBose)‏ هو لاعب كرة قاعدة أمريكي، ولد في 20 يوليو 1937، وتوفي في 2013.